# Üstökliliom
Az üstökliliom vagy üstökösliliom (Eucomis) a spárgafélék (Asparagaceae) növénycsaládnak a csillagvirágformák (Scilloideae) alcsaládjába tartozó nemzetség. 
Az üstökliliomfajok közös jellemzője, hogy fürtvirágzatuk fölött egy csomóban zöld vagy élénkebb színű fellevelek fejlődnek, amik azonban nem tipikus fellevelek, mivel nem a virágzat/virágok alatt, hanem felett találhatók. Ez a fellevelek alkotta csomó mintegy üstököt képez a nyúlt virágzat „tetején”.

## Előfordulásuk
Az üstökliliom nemzetség képviselői Dél-Afrikában őshonosak, de dísznövényként Magyarországon is előfordulnak.

## Rendszertan
Az 1980-as évek elején 10 üstökliliomfajt tartottak számon. 2024 áprilisában a Kew Gardens Plants of the World Online elnevezésű adatbázisában 13 elfogadott fajnév található az üstökliliom nemzetségben:
- Eucomis amaryllidifolia Baker
- Eucomis autumnalis (Mill.) Chitt. (syn. E. undulata) – hullámoslevelű üstökliliom[1]
- Eucomis bicolor Baker – kétszínű üstökliliom[1]
- Eucomis comosa (Houtt.) H.R.Wehrh. (syn. E. punctata) – zöldes üstökliliom[1]
- Eucomis grimshawii G.D.Duncan & Zonn.
- Eucomis humilis Baker
- Eucomis montana Compton
- Eucomis pallidiflora Baker – sápadt üstökliliom[1]
- Eucomis regia (L.) L’Hér.
- Eucomis schijffii Reyneke
- Eucomis sonnetteana N.R.Crouch, Mart.-Azorín & J.E.Burrows
- Eucomis vandermerwei I.Verd.
- Eucomis zambesiaca Baker